# Catagonium mucronatum
Catagonium mucronatum là một loài Rêu trong họ Catagoniaceae. Loài này được (A. Jaeger) Broth. mô tả khoa học đầu tiên năm 1908.